# Tourisme au Tchad

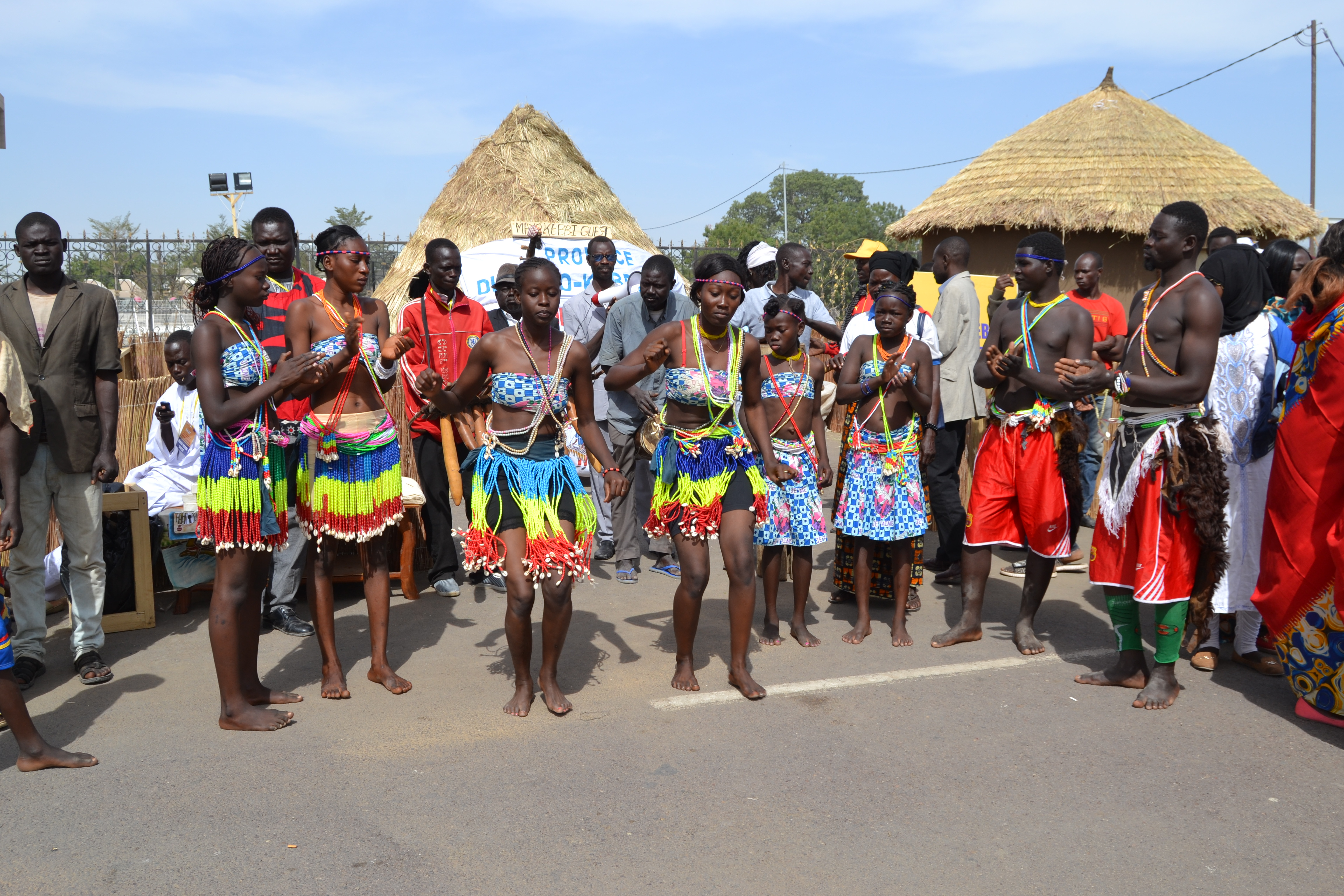
Danse traditionnelle

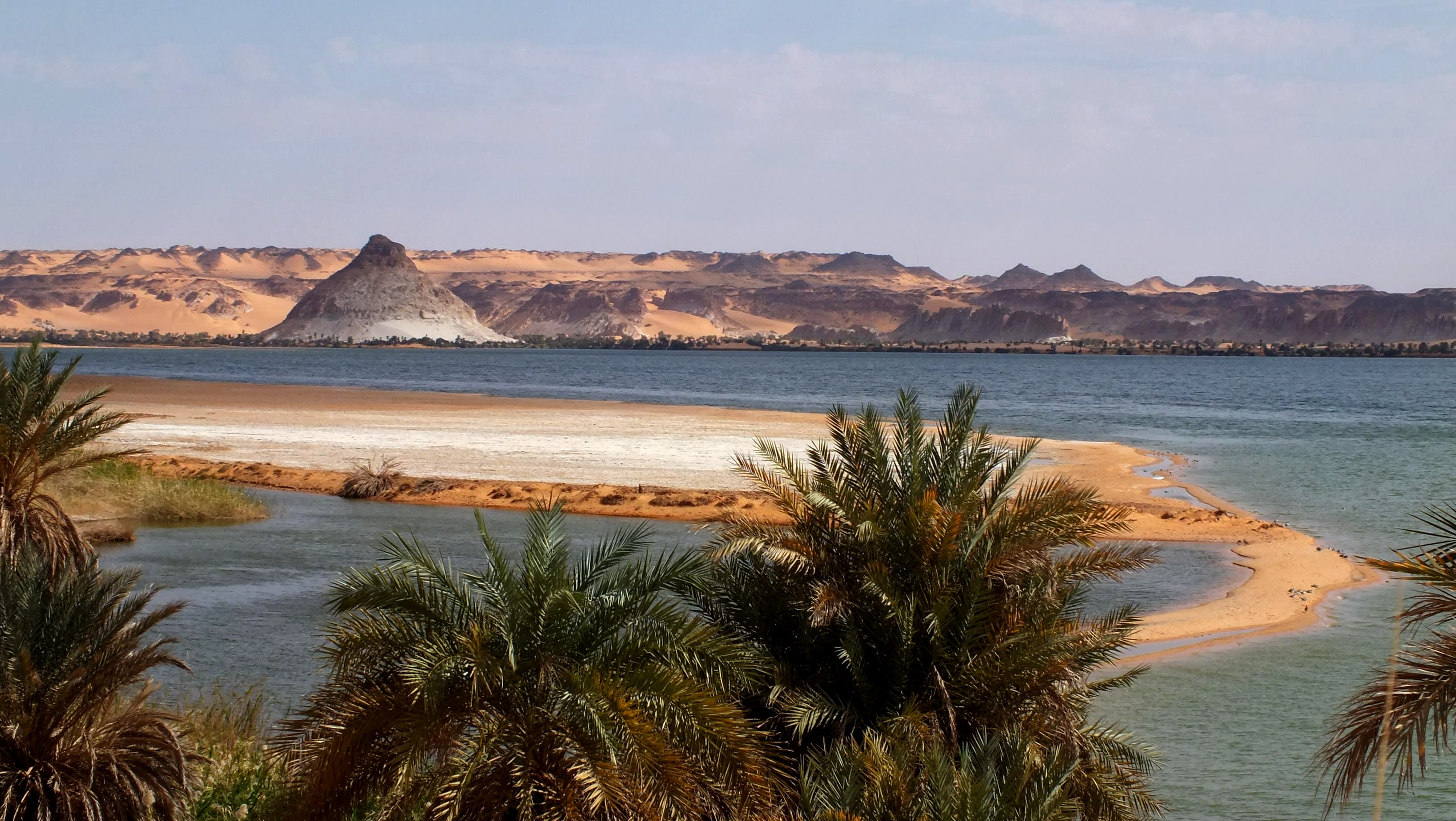

Le tourisme au Tchad demeure un secteur économique encore très peu développé, notamment au regard d'autres destinations sahariennes plus souvent privilégiées par les touristes européens (Maroc, Mauritanie, sud de l'Algérie...). Le pays dispose pourtant d'un potentiel touristique au travers de plusieurs parcs nationaux, à l'instar de ceux de Zakouma et de Manda. Dans le Nord du pays, les lacs d'Ounianga sont en outre classés au patrimoine mondial de l'UNESCO depuis 2012. Le musée national du Tchad, situé à N'Djaména propose également de revisiter toute l'histoire du pays.
Historiquement, ce sous-développement touristique prend essentiellement sa source dans des considérations sécuritaires. En effet, la région du Borkou-Ennedi-Tibesti, qui a été conquise tardivement et demeure mal contrôlée par le pouvoir central, a vu se succéder un nombre importants de rébellions armées et de guerres entre les années 1960 et la fin des années 2000, détériorant ainsi largement l'image du pays. Toutefois, le tournant des années 2010 voit des pays sahariens jusqu'alors réputés « sûrs » pour les touristes étrangers (Niger, Mali, Libye...) devenir « formellement déconseillés » selon la classification du Quai d'Orsay. Ainsi, par le jeu des cartographies sécuritaires, le nord du Tchad se retrouve être en 2011 l'une des dernières zones sahariennes encore accessible « sans risque majeur » selon certaines autorités étrangères.
Cela s'accompagne d'une volonté des autorités tchadiennes de développer davantage le tourisme, avec notamment la création par décret présidentiel de l'Office tchadien du tourisme (OTT) en 2007. En 2013, le ministère du Tourisme tchadien annonce par ailleurs viser les 500 000 touristes accueillis d'ici 2020, avec pour objectif que le tourisme devienne le deuxième pourvoyeur de devises, après le pétrole.